# Патронник
Патронник – участък от канала на ствола, в който се поставя патрона. По своята форма и размер съответства на гилзата. С останалия канал на ствола се съединява посредством куршумния вход (куршумно легло), необходим (в нарезното оръжие) за плавно врязване на куршума в нарезите.

## История
Патронника е развитие на зарядната камера, в която се поставял барутния заряд в дулнозарядното оръжие. В артилерията аналогичната по предназначение част на ствола се нарича камера (на английски: chamber). При някои средневековни оръдия (например, бомбардата) зарядната камера може да е сменяема, а при изстрел се притиска към затворния срез на ствола с клин, винт или ръчка. След широкото въвеждане на задното пълнене с унитарни патрони, в задната част на ствола започва да се прави ямка с гладки стенки за поставянето на патрона, наречено, съответно, патронник. В револвера ролята на патронник играят отворите на неговия барабан, също наричани и камети.

## Устройство
Размерите на патронника се избират съответствени според размерите на патрона (гилзата), с цел свободно влизане на патрона в патронника при възможни отклонения от размерите в пределите на установени допуски, а също и замърсяване, запрашаване или гъста смазка по патроните. При това притискането на патрона в патронника следва да е такова, че да осигурява надеждна обтурация (да не се допуска преминаване на барутните газове в промеждутъка между стенките на гилзата и патронника) и в същото време да не се допуска раздуване или разкъсване на гилзата.
Понякога на стените на патронника се правят разнообразни канали или насечка. Правите надлъжни канавки – т.нар. „канали на Ревели“ – съединяват канала на ствола с патронника и служат за подаване на част от барутните газове в пространството между гилзата и стените на патронника, като по този начин се облекчава екстракцията (извличането на гилзата от патронника след изстрел) и предотвратяват скъсването и. Като правило те се използват в оръжията с полусвободен затвор, където екстракцията става при голямо триене в патронника, което трябва да се намали, поради което и се използват каналите на Ревели. Спиралните канали или насечките на стените на патронника, обратно, служат за повишаване на триенето на гилзата в стените на патронника, забавяйки отварянето на затвора в системите със свободен затвор.

### Начини за фиксация на патрона в патронника
За произвеждането на изстрела, гилзата на патрона следва да е фиксирана в патронника. Това се осъществява по няколко начина:
- Фиксацията на патрона в патронника се осъществява с опора на удебелението на дъното (фланец, шапка) на гилзата в затворния срез на ствола. В този случай се осигурява здрава и надеждна фиксация, а гилзата и патронника може да имат големи допуски по дължина. Но удебеленията в дъното на гилзата изискват увеличение на напречните размери на целия възел, а следователно и на затвора, съответно растат габаритите и теглото на оръжието като цяло, а в затворната кутия (или в цевната кутия) трябва да се направи изрез за изхвъргача, което усложнява негото производство; освен това, увеличеното дъно на гилзата съществено затруднява проектирането на механизма за подаване на боеприпасите и (в ако има пълнител) съществено намалява боекомплекта в него.

- Фиксацията на патрона в патронника се осъществява с опора предния срез на гилзата в ръб на патронника. Този способ се използва само при патрони с къси цилиндрични гилзи, използвани в пистолетите и картечните пистолети, тъй като фиксацията е слаба, поради малката площ на фиксиращите елементи.

- Фиксацията на патрона в патронника се осъществява с опора ската на гилза с бутилковидна форма в съответен скат на патронника. Този способ има достатъчно надеждна фиксация, но е пригоден само за патрони с бутилковидна гилза и изисква голяма точност при производство като на гилзите, така и на самия патронник.

- Фиксацията на патрона в патронника се осъществява за счёт опора цилиндрично удебеление (пръстен, пояс) на дъното на гилзата, в канал (ложа) на патронника. Този способ се използва в системите голям калибър или за особено мощни стрелкови боеприпаси. Той осигурява много здрава и сигурна фиксация, но изисква използването на сложни и скъпи за производство гилзи със специални удебелени стени в дънната част, а също и на патронник със съответния увеличен размер на канала, което оскъпява и неговото производство.